# نسل الأغراب (مسلسل)
نسل الأغراب هو مسلسل تلفزيوني مصري عُرض في شهر رمضان لعام 1442 هـ، من تأليف وإخراج محمد سامي وبطولة أحمد السقا وأمير كرارة ومي عمر.

## قصة المسلسل
يتناول العمل في إطار درامي اجتماعي قصة من قصص المجتمع الصعيدي المصري، فبعد ان "عساف الغريب" ارتكب جريمة القتل وقطع الانسال وقضاء فترة عقوبة طويلة بالسجن لمدة (عشرين سنة)، وذلك بعد التخفيف من الإعدام، يخرج فيجد ابن عمه "غفران الغريب" قد استعان باقربائه من الغجر ليمكن قوته وقد تزوج من امرأته ونسب ابنه إليه بعد اقناعه اخيها بتقديم طلاق منه، فيقرر الانتقام منه ومن كل من اتفق مع عدوه، بضمان اختطافه لامه وذهب الأغراب من ثم توالت أحداث القتل والصراعات فيقوم "غفران" بقتل رئيس مباحث البلدة "علي الغريب" (ابن عمه) ويقوم "عساف" بقتل "بكري زلط" (زعيم الغجر) ووالده وتجتمع "جليلة" بأهل القرية وتحفزهم علي أخذ حقها وحقهم والتخلص من الاثنان حيث يجتمع أهل القرية وينقسمون ويذهبون لإحراق منازل الإثنين بمن فيها ولكن ينجح "غفران" في الهرب والذهاب لمنزل "عساف" وتدور بينهما معركة شديدة وفي النهاية تاتي قوات الشرطة إلى منزل "عساف الغريب" وتلقي القبض علي الإثنين بعدما قاما بقطع نسل الأغراب مجددا ويحكم عليهما بالإعدام جراء جرائمهما.

## طاقم التمثيل
- أحمد السقا: (عساف ادهم الغريب)
- أمير كرارة: (غفران الغريب)
- مي عمر: (جليلة عثمان الغريب)
- دياب: (علي عثمان الغريب)
- أحمد مالك: (حمزة عساف الغريب)
- أحمد داش: (سليم غفران الغريب)
- إدوارد: (حسيب عثمان الغريب)
- فردوس عبد الحميد: (نجاة)
- محمد مهران: (سعادة الغريب)
- عماد زيادة: (بكري زلط)
- محمد جمعة: (نميري ادهم الغريب)
- أحمد فهيم: (مسعد)
- هدير عبد الناصر: (بارة)
- نجلاء بدر: (دهب)
- سلوى عثمان: (رؤيات)
- ريم سامي: (فاطمة)
- منة فضالي (عزيزة ادهم الغريب)
- احمد عبدالله: (مصطفى الغريب)
- محمد غنيم: (محفوظ الغريب)
- ملك أحمد زاهر: (رغدة مصطفى الغريب)
- حمدي إسماعيل: (سالم زلط)
- حمدي هيكل: (صالح)
- مريم سعيد صالح : (بستان)
- احلام الجريتلي: (شامية)
- أحمد ماجد: (احمد)
- فؤاد عبد المنعم: (عبد الرحمن)
- أحمد عبد الحميد: (طايل)